# Ephedra fragilis
{{#ifeq:0|0|{{#if:|{{#if:Ephedrafragilis|[[]}}|}}}}
Ephedra fragilis — вид голонасінних рослин класу гнетоподібних.

## Поширення, екологія
Країни проживання: Алжир; Італія (материк, Сицилія); Йорданія; Лівія; Марокко; Палестина; Португалія (Мадейра, материк); Іспанія (Балеарські острови, Канарські острови, материк) Туніс; Західна Сахара. Росте на висотах рівня моря до 300 м. Чагарник зростає в скелястих посушливих районах, вапнякових скелях, берегових дюнах, скелястих схилах, піщаних місцях, біля моря або на узбіччі. Квіти з березня по травень. Насіння, як вважають, поширюється шляхом споживання твариною.

## Використання
Стебла більшості членів цього роду містять алкалоїд ефедрин і відіграють важливу роль в лікуванні астми та багатьох інших скарг дихальної системи. Інші лікарські застосування включають противірусний вплив, зокрема, проти грипу, і вона може бути об'єднана з іншими травами для лікування більш широкого кола захворювань. Треба використовувати з великою обережністю, бажано під наглядом кваліфікованого лікаря.

## Загрози та охорона
Немає великих загроз в даний час окрім загального порушення від діяльності людини. Є багато знахідок цього виду в ботанічних садах. Ареал перетинає кілька охоронюваних територій.

## Галерея

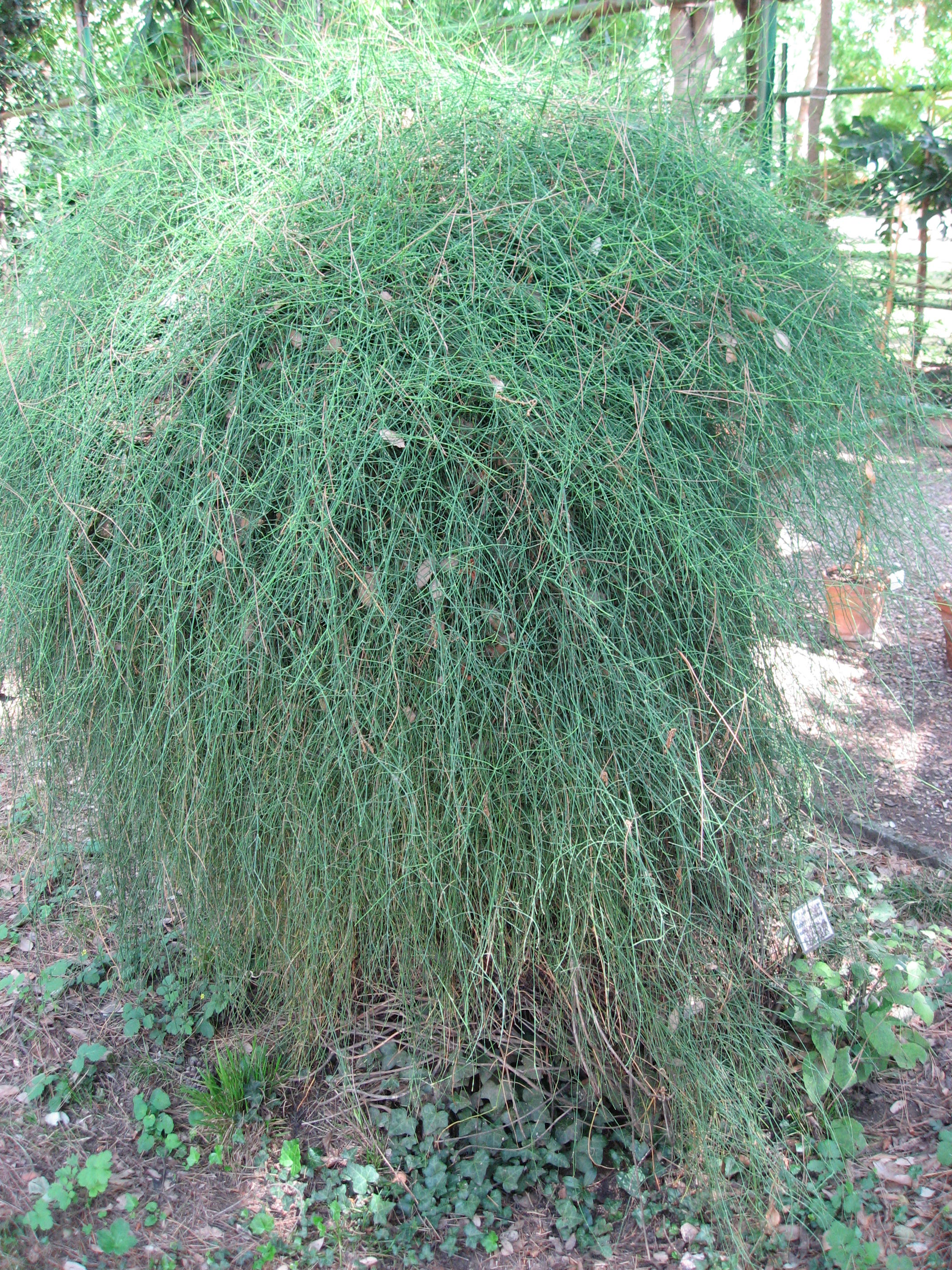
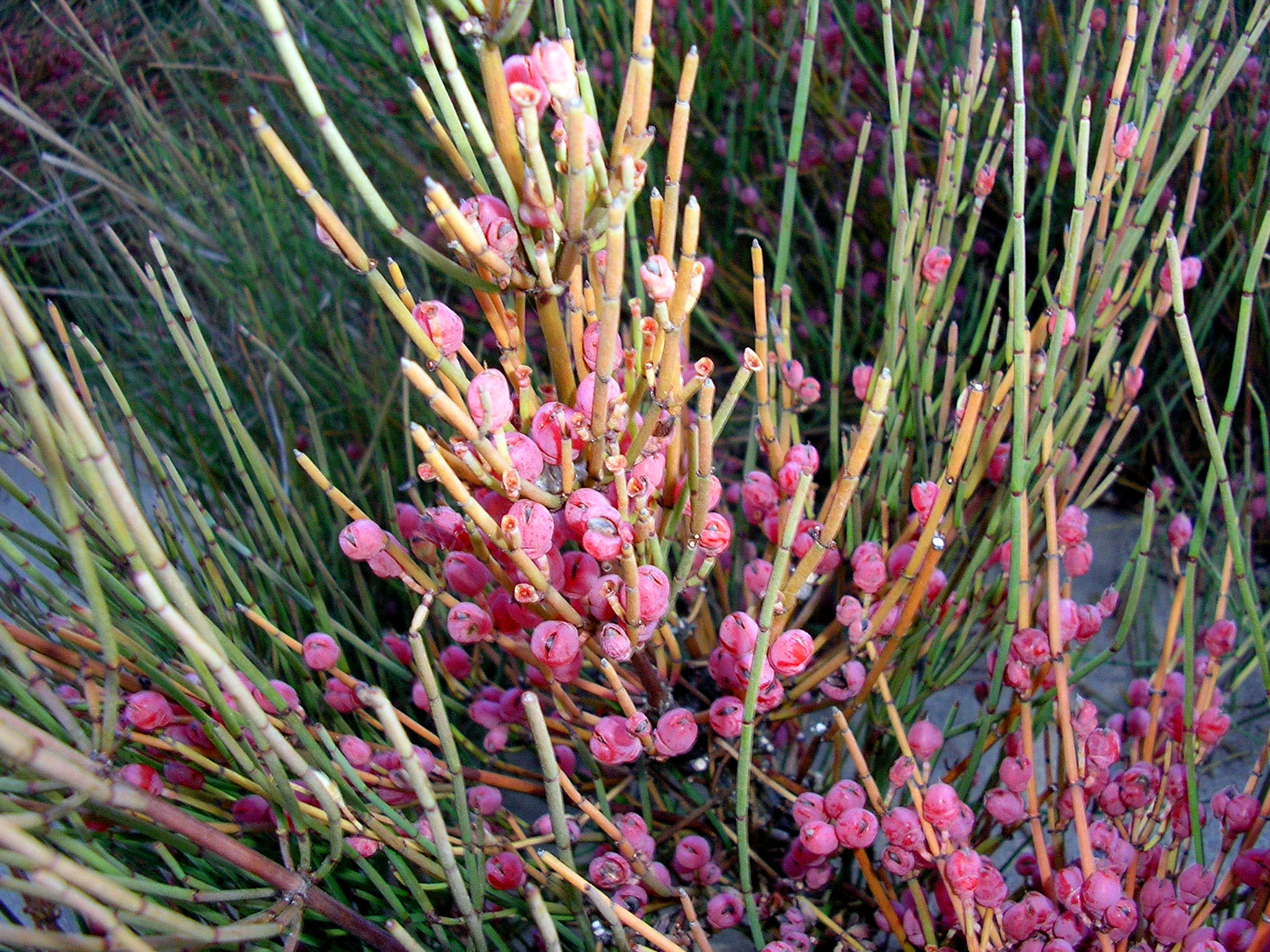
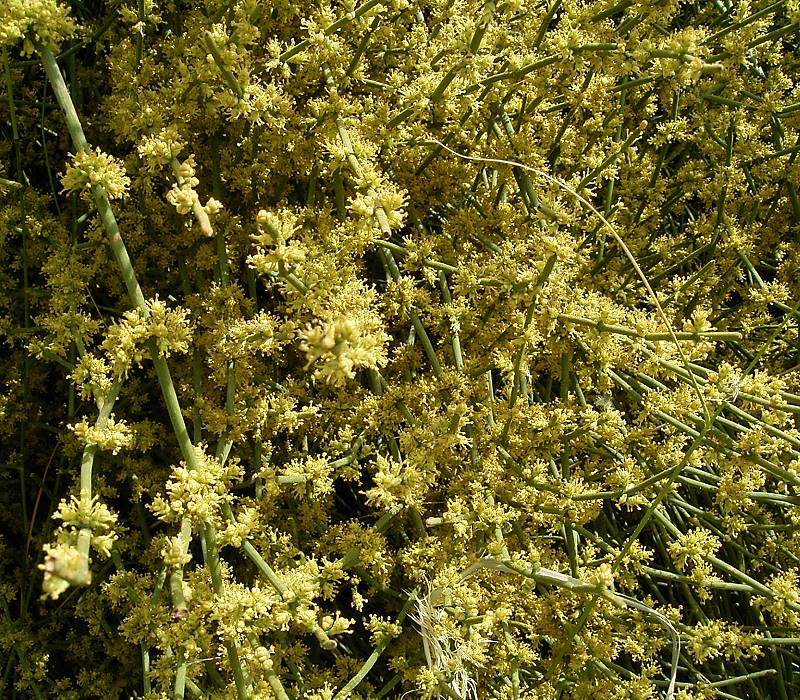
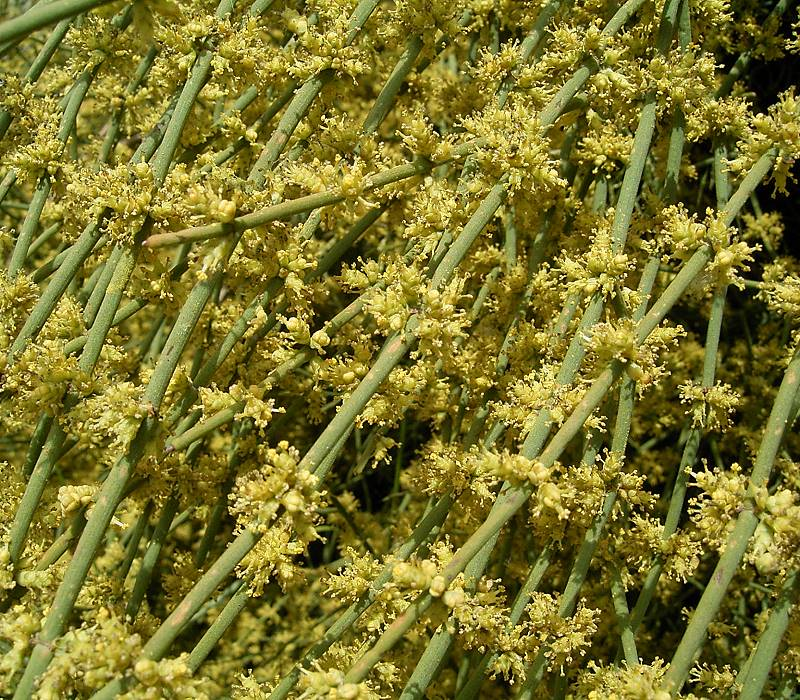
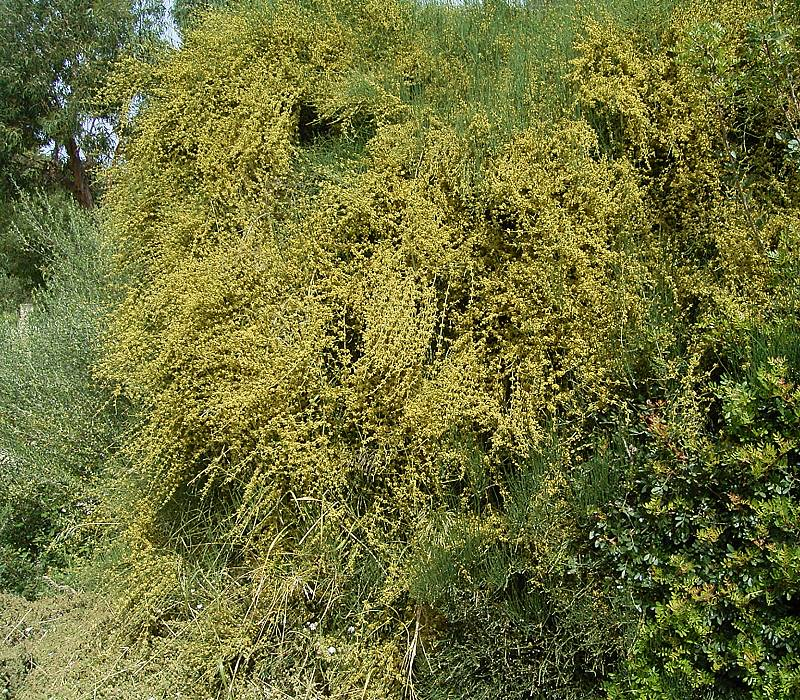
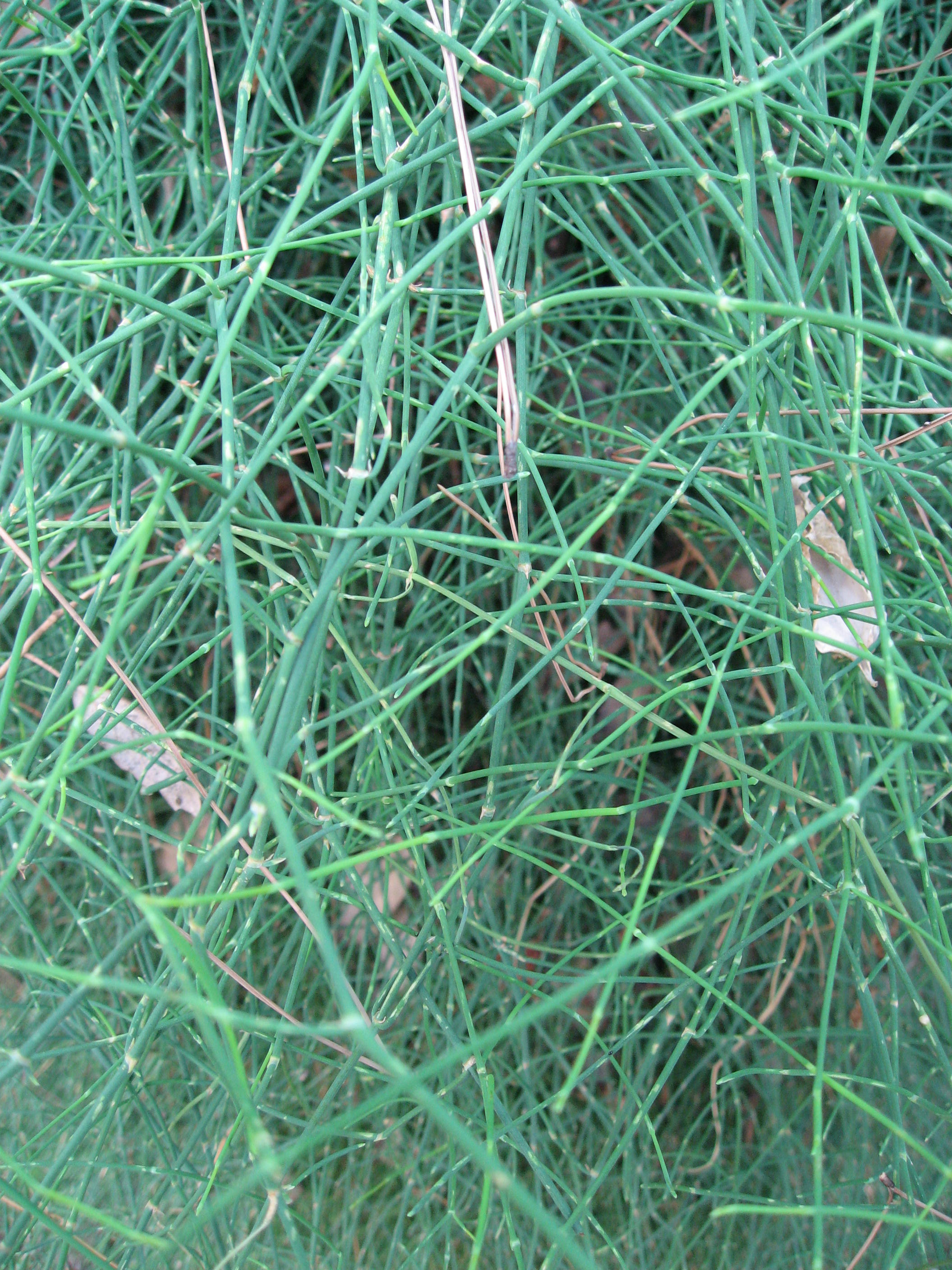

| Шишки секвоядендрону | Це незавершена стаття про голонасінні. Ви можете допомогти проєкту, виправивши або дописавши її. |